# 대연동
대연동(大淵洞)은 대한민국 부산광역시 남구의 법정동이다. 행정동 대연1·3~6동으로 나뉜다.

## 개요
수영구 남천동과 남구 용호동, 문현동, 용당동 등과 인접하고 있으며, 부산의 혁신도시 사업중 하나인 대연혁신지구가 이곳에 있다.

## 초등학교
- 대남초등학교
- 대연초등학교
- 용문초등학교
- 대천초등학교
- 신연초등학교
- 우암초등학교
- 문현초등학교
- 석포초등학교
- 연포초등학교
- 성동초등학교

## 중학교
- 남천중학교
- 해연중학교
- 석포여자중학교
- 대연중학교
- 대천중학교

## 고등학교
- 대연고등학교
- 성지고등학교
- 동천고등학교
- 분포고등학교
- 부산중앙고등학교
- 부산공업고등학교
- 부산세연고등학교

## 대학교
- 부경대학교 대연캠퍼스
- 경성대학교
- 동명대학교
- 부산예술대학교

## 특수학교
- 구화학교
- 혜성학교
- 혜남학교

## 편의시설(시장)
- 못골골목시장
- 용호골목시장
- 남광시장
- 감만시장
- 우암골목시장

## 편의시설(대형마트, SSM)
- 메가마트 문현점
- 홈플러스 익스프래스(문현점 , 용호점, 대연점)
- 홈플러스 감만점
- 롯데슈퍼

## 편의시설(복지, 아동)
- 남구보건소
- 남구 치매 안심센터
- 남구 장애인 복지관
- 남구 드림스타트
- 사닥다리 돌봄센터
- 용호 사회 복지관

## 종교시설
- 대연성결교회 - 남구 수영로 161
- 산성교회  -  남구 유엔로137번길 12

## 언론
- 부산교통방송

## 도시철도
- 경성대 부경대 역 -212
- 대연 역 -213
- 못골 역 -214

## 아파트
| 단지명                  | 건설사                | 시행사                            | 주소                         | 입주        | 비고                       |
| ----------------------- | --------------------- | --------------------------------- | ---------------------------- | ----------- | -------------------------- |
| 대연 대우               | 대우건설              | 71대연공무원연금아파트재건축조합  | 남구 홍곡로 343              | 1996년 2월  |                            |
| 대연 1차 대우그린       | 대우건설              | 정토건설㈜                        | 남구 황령대로319번가길 190-6 | 1997년 9월  |                            |
| 대연 푸르지오           | 대우건설              | 대우건설㈜                        | 남구 수영로325번길 12        | 2005년 2월  |                            |
| 대연 파크 푸르지오      | 대우건설              | 대연6구역 주택재개발정비사업조합  | 남구 홍곡로 360              | 2018년 6월  | 대연6구역 재개발           |
| 대연 푸르지오 클라센트  | 대우건설              | 대연4구역 주택재개발정비사업조합  | 남구 유엔로 81               | 2024년 8월  | 대연4구역 재개발           |
| 더 비치 푸르지오 써밋   | 대우건설              | 대연4구역 주택재건축정비사업조합  | 남구 황령대로 504            | 2023년 12월 | 대연4구역(대연비치) 재건축 |
| 대연 롯데캐슬           | 롯데건설              | 대연1구역 주택재개발정비사업조합  | 남구 수영로325번길 61        | 2015년 2월  | 대연1구역 재개발           |
| 대연 롯데캐슬 레전드    | 롯데건설              | 대연2구역 주택재개발정비사업조합  | 남구 수영로 135              | 2018년 2월  | 대연2구역 재개발           |
| 대연 디아이엘 1단지     | 롯데건설 현대산업개발 | 대연3구역 주택재개발정비사업조합  |                              |             | 대연3구역 재개발           |
| 대연 디아이엘 2단지     | 롯데건설 현대산업개발 | 대연3구역 주택재개발정비사업조합  |                              |             | 대연3구역 재개발           |
| 대연자이                | ㈜지에스건설          | 대연5구역 주택재개발 정비사업조합 | 남구 유엔로 246              | 2019년 3월  | 대연5구역 재개발           |
| 대연 SK VIEW            | ㈜에스케이건설        | 태평양아파트 재건축조합           | 남구 진남로 159              | 2007년 6월  | 대연태평양 재건축          |
| 대연 SK VIEW 힐스       | ㈜에스케이건설        | 대연7구역 주택재개발정비사업조합  | 남구 수영로 263              | 2018년 7월  | 대연7구역 재개발           |
| 대연 동원               | 동원개발              | ㈜동원개발                        | 남구 수영로267번길 20        | 2002년 4월  |                            |
| 대연 2차 로얄듀크       | 동원개발              | 신세기건설㈜                      | 남구 못골로41번길 13         | 2005년 2월  |                            |
| 힐스테이트 대연 센트럴  | 현대엔지니어링        | 대연2구역 주택재건축정비사업조합  | 남구 진남로 95               | 2024년 5월  |                            |
| 대연 경동메르빌         | 경동㈜                | ㈜경동건설                        | 남구 황령대로319번길 26      | 2005년 8월  |                            |
| 삼익 그린타운           | ㈜삼익                | ㈜삼익                            | 남구 황령대로319번가길 142   | 2001년 2월  |                            |
| 대연 힐스테이트푸르지오 | 대우건설 현대건설     | 부산도시공사                      | 남구 수영로 345              | 2013년 5월  |                            |